# Commune de Saint-Étienne

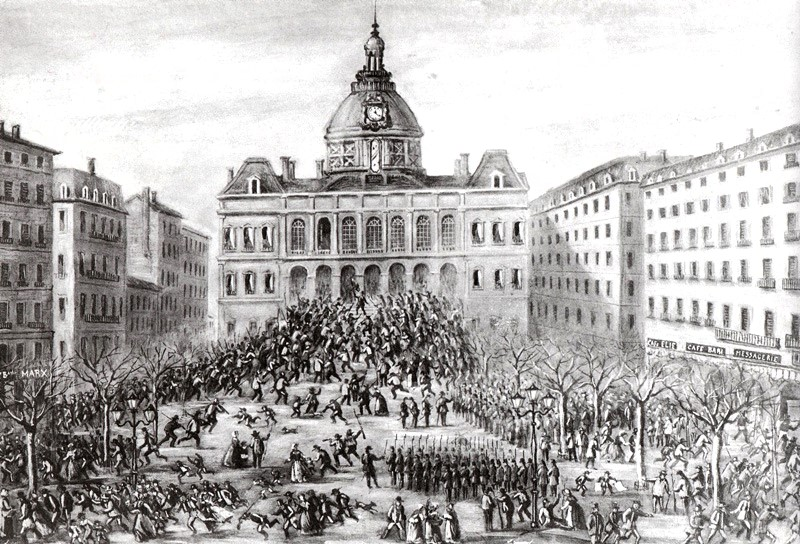
Prise de l'hôtel de ville par les Stéphanois le, point de départ de l'éphémère Commune de Saint-Étienne.

La Commune de Saint-Étienne est une insurrection populaire communaliste qui eut lieu du 24 au 28 mars 1871, dans la ville de Saint-Étienne.

## Contexte

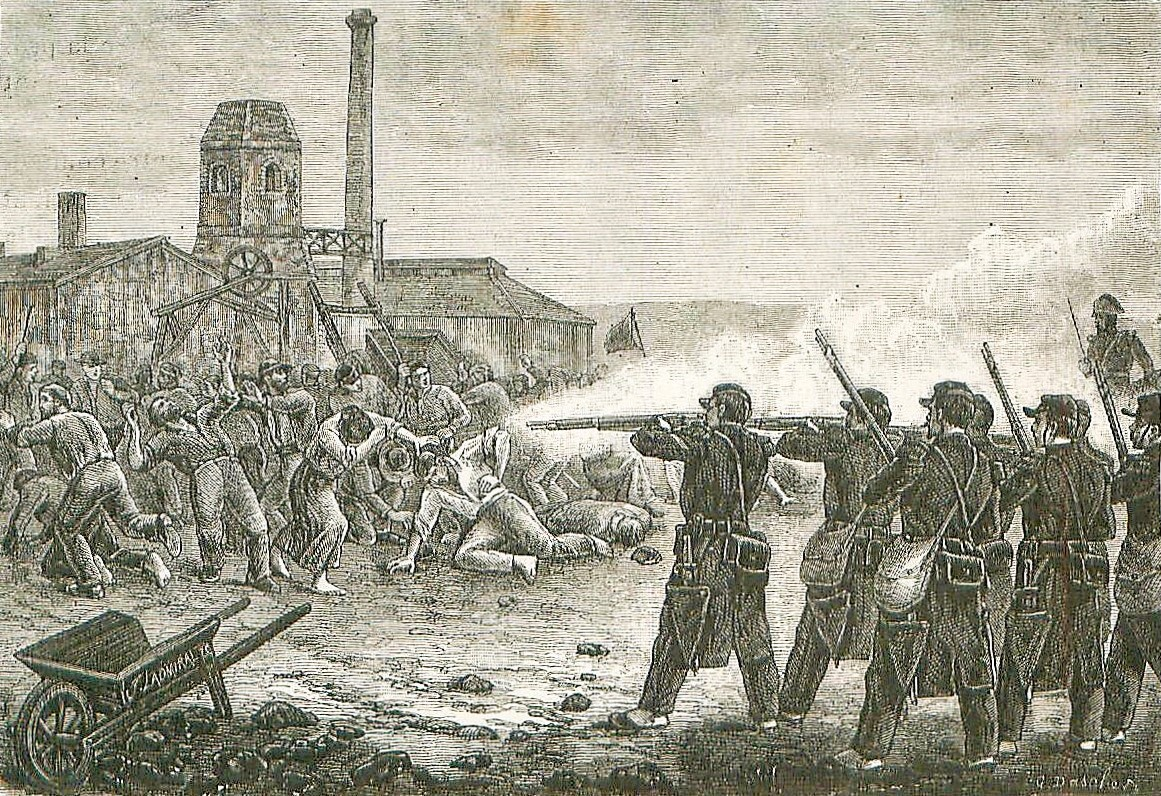
Civils et mineurs de fonds tués par l'infanterie lors de la fusillade du Brûlé à La Ricamarie, le 16 juin 1869.

Elle se déroule dans une période de fortes tensions sociales au niveau national accentuées au niveau local par une période de fort mécontentement des ouvriers, mineurs et passementiers dont les luttes se succèdent depuis 1869 mais également des bourgeois « radicaux ». Le souvenir de la fusillade du Brûlé est alors encore dans tous les esprits et la défaite contre la Prusse, la menace d'un retour à la monarchie et la défaite des candidats républicains aux élections de l'Assemblée constituante le 8 février font encore monter le ton.
La direction du Comité central républicain, créé autour de César Bertholon en septembre 1870 et dont le siège se situe rue de la Vierge, appelle à la modération et au respect des institutions. Mais, débordée par sa base, elle déserte le Comité central, se regroupe dans l'Alliance républicaine et reste à l'écart des événements à venir ; laissant le champ libre à une majorité plus virulente dont les mots d'ordre sont la démission de la municipalité et l'établissement d'un pouvoir municipal de type nouveau basé sur la démocratie directe. Un quotidien, animé en grande partie par Durbize prendra pour titre La Commune.

## Historique

Affiche appelant la population stéphanoise au calme

Après le soulèvement du 18 mars, point de départ de la Commune de Paris, réunions et comités se multiplient.
Le 23 mars, on apprend la proclamation de la Commune de Lyon et une délégation stéphanoise exige la démission du conseil municipal. Celui-ci promet la tenue prochaine de nouvelles élections mais refuse de proclamer la Commune et garde le pouvoir en attendant.
Le 24 mars, vers vingt-deux heures, la foule envahit l'hôtel de ville où siègent à l'époque le pouvoir municipal et la préfecture. Le maire et les officiers non républicains de la garde nationale sont faits prisonniers, le drapeau rouge hissé au porte-drapeau et la Commune proclamée.
Le 25 mars, au matin, le maire est forcé de reconnaitre l'état de fait et accepte l'organisation d'un plébiscite en faveur de la Commune. La foule évacue alors l'hôtel de ville. Mais le préfet Henri de L'Espée convoque la garde nationale et lui ordonne de protéger le bâtiment. Celle-ci bascule du côté des insurgés, fait prisonnier le préfet et occupe les points stratégiques tels que la gare, le télégraphe ou les réserves d'armes et de poudre. De nouveaux officiers sont nommés.

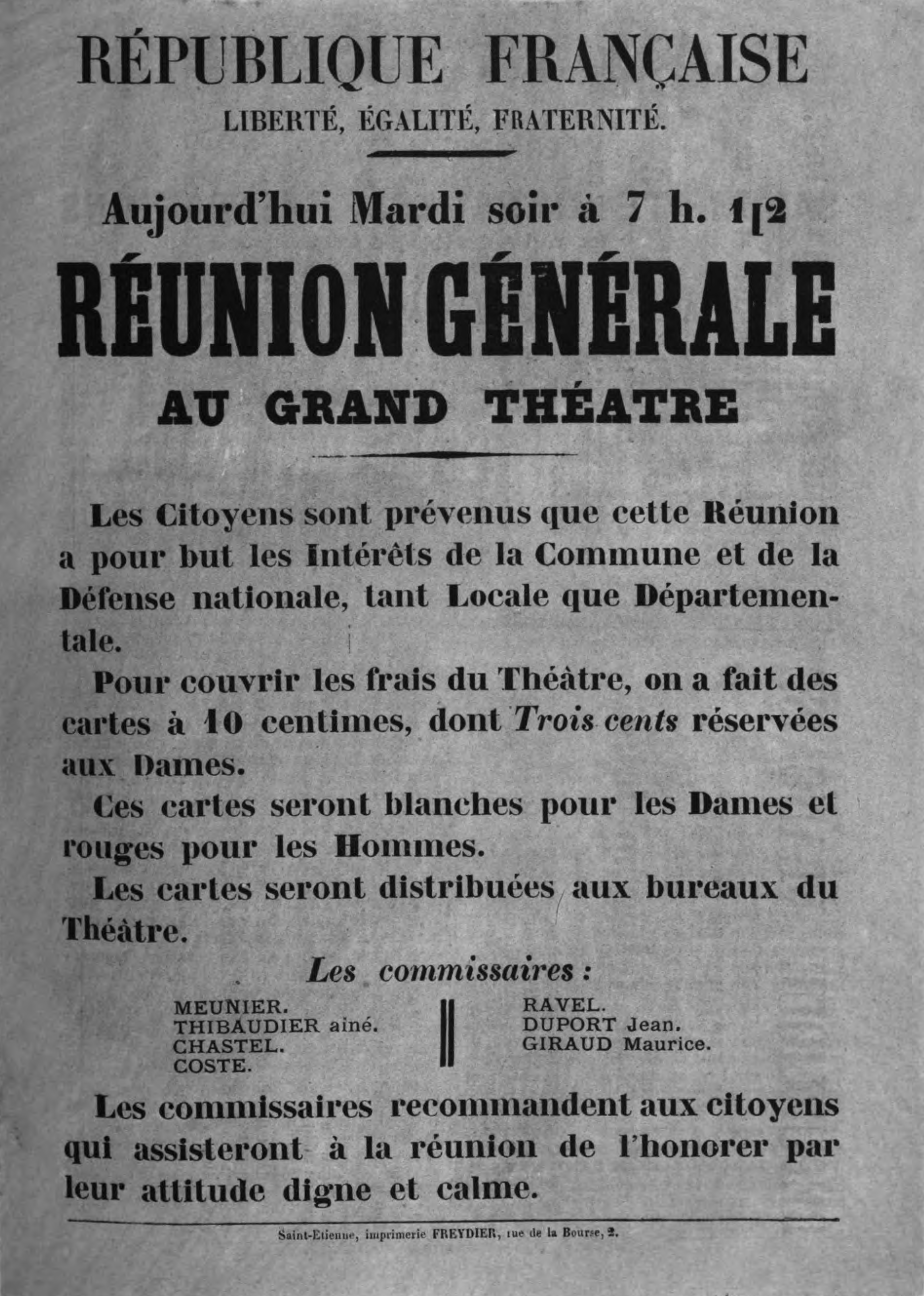
Appel à participer aux réunions le.

Vers vingt-et-une heures, dans des circonstances mal définies, des coups de feu claquent et le préfet Henri de L'Espée ainsi qu'un garde loyaliste sont tués. La foule se disperse alors, les Stéphanois s'avérant incapables d'assumer cette violence, et il n'y eut plus de rassemblements massifs dans les jours à venir.
Le Comité central républicain se constitue en Comité révolutionnaire mais, privé du soutien populaire, son action n'aura plus d'ampleur jusqu'au matin du 28 mars où il se rendra sans combattre aux mains des autorités.
Plus d'une centaine de participants à la Commune de Saint-Étienne seront arrêtés et seront tous jugés le 5 décembre 1871. Parmi eux, des dizaines seront condamnés à la déportation ou à la prison.
Michel Rondet, alors inspecteur de la garde communale, qui appartenait pourtant à l'Alliance républicaine distante vis-à-vis de l'insurrection sera également condamné à cinq ans de prison ferme lors du même procès.